# 開化探偵帳
『開化探偵帳』（かいかたんていちょう）は、1968年11月1日から1969年10月10日まで、NHK総合テレビで、金曜日の20時から21時に放送されたテレビドラマである。『金曜時代劇』としては珍しく、明治維新後の東京を舞台にしている。

## 概要
明治7 - 8年の文明開化期に、チョンマゲを切り落とし「ざんぎり頭」となって、背広に身を包んだ元武士の新宮寺京介が、警視庁（内務省管轄）に奉職、浅草伝法院屯所の探索方（現在の刑事）として、上司や仲間、町の人たちとともに浅草を舞台に活躍する。
原作者の島田一男は、このドラマのために警視庁に日を置かず通い、神田の古本屋で300冊以上の資料を購入した。浅草にも十数回訪れている。
また、「グラフNHK」1968年11月1日号で「明治時代は、史実はわかっているが、その史実の周辺は知られておらず、その知られていない部分を調べ、考証して、ドラマを作る。江戸時代が舞台の捕物帳にはこの苦労はない」と語り、その一方で、これは苦労であっても楽しい苦労であり、明治版の捕物帳ではない「探偵帳」を書き続けるとも話している。

## 登場人物

### 伝法院屯所
新宮寺京介
演：緒形拳
探索方二等巡査、深川の浪人の子で長屋育ち、事件解決には証拠を何よりも重んじる。
藤井弥太郎
演：川崎敬三
探索方二等巡査、京介の同僚。元南町奉行同心で、探索方となってからも同心時代の着流し姿で捜査に取り組む。一見気取り屋だが本当は優しい。
大木一郎太　
演：小山田宗徳
浅草屯所長の大警部。元薩摩藩士で、会話も薩摩弁で行う。部下を気遣う上司で、京介が尊敬する人物である。
門司勝之助
演：郷鍈治
探索方二等巡査。京介の同僚で、六尺棒の使い手である。京介同様に洋装で捜査に携わる。
庄司孫右衛門
演：巌金四郎
探索方頭の小警部、元会津藩士。屯所の最年長者で温厚な人物。
難波竹丸　
演：木下秀雄
探索方三等巡査、屯所の書き役（書記）。生真面目で仕事熱心だが、小藩の出のため出世が遅れがちである。
駒形の浅吉
演：花柳喜章
探索方の手先。元南町奉行所の目明しで、維新後も親分と呼ばれている。浅草一帯の土地鑑がある。
お源
演：滝那保代
屯所の雑役婦、屯所の探索方に噂話などの情報を持ち込む。自分が頼りにされるのを喜ぶ。

### 浅草の人々
伊之助
演：中原成男
探索方がひいきにするそば屋「紅梅そば」の主人、元は深川の板前。
お富
演：小柳弥栄
伊之助の女房で小梅の姉、元は深川の羽織芸者。
小梅
演：香山美子
浅草芸者で、お富の妹。そば屋に同居している。弥太郎の優しさを見抜きつつも、実は京介ファン。
長十郎
演：内田朝雄
京介が下宿している質屋「鈴や」の主人、京介の捜査の手伝いもする。
お金
演：鮎川いずみ
長十郎の娘、京介に恋心を抱いている。一方で、京介に子供扱いされたり、ゆっくり話す時間がないことなどに不満を持っている。

## スタッフ
- 原作：島田一男
- 脚本：島田一男、土橋成男、中沢昭二、岡田光治、矢代静一
- 演出：小林万顕、浦野進、沼野芳脩
- 製作：NHK

## 当時の浅草の警察
明治7年（1874年）ごろの浅草は、神社仏閣と繁華街とを抱えた街で人口が多く、事件もまた多かった。その浅草の浅草寺の本坊、癜風インに「浅草巡査屯所」が置かれるようになる。屯所というのは私服刑事の詰め所であり、30人ほどの巡査が交代で詰めていた。この伝法院の屯所がドラマの舞台である。
当時の東京府下には、捜査を担当する屯所が40あった。1871年（明治4年）、フランスの警察制度などを参考に編み出された邏卒制度が採用され、1875年（明治7年）に東京警視庁が設立された。警視庁設立後は、邏卒は巡査となった。巡査屯所は警察署の前身で、現場は屯所、そして事務は警視出張所が担当した。屯所にいつも詰めていたのは巡査長、巡査部長、警務員（刑事）3名、書記、30名の巡査だった。
東京警視庁の管轄は府下全域で、これを六大区に分け、1つの大区は16の小区から構成されていた。屯所は小区に1つの割で設けられ、伝法院の浅草巡査屯所は、第五大区第八小区の屯所であった。ちなみに、伝法院にはかつて新徴組や、維新後の府兵の屯所も置かれていた。屯所の下には交番所が置かれた。警視庁の役職はまず警視総監に当たる大警視、そして権大警視、小警視、権小警視、大警部、権大警部、中警部、権中警部、小警部、権小警部がいた。彼らの下にいる巡査には一等から四等まであり、一等巡査は他の巡査の指揮監督に当たった。
また、制服は、当初は邏卒とその下の番人のみに紺のラシャ製のものが与えられ、この制服に三尺棒で任務に就いた。それ以外の警察官が制服を着るようになったのは、1875年（明治7年）2月7日からで、これはルダンゴト服と呼ばれた。このドラマでは、屯所長の大木一郎太、庄司孫右衛門、難波竹丸が制服を着ている。

## エピソード
主人公の京介を演じる緒形拳の台本には、赤や青のペンでメモがびっしり記入されており、同じプロダクションの先輩である川崎敬三に、かなりのライバル意識を燃やしていた。また、このドラマに出演して、警察官に親近感を持つようになったとも話している。役作りのため、警視庁から資料を借りて読むこともあった。
一方で藤井弥太郎役の川崎敬三は、硬派や熱血漢の多いドラマの登場人物の中で、二枚目半という異色な存在だった。本人に言わせれば、薩摩や長州の天下となった明治時代の江戸っ子の悲しさが、弥太郎を演じるうえでの核心となっていた。一方で弥太郎にはややとぼけたところもあり、役作り、特に声の出し方には気を使い、この役作りのため、また、コマ割りと場面割りが似ていることなどから、漫画を読みまくった。このとぼけた役柄が視聴者には好意を持たれ、子供からファンレターが来たといわれる。
捕物が主体であるため、殺陣も多かった。このころには殺陣にもテンポの速さが求められるようになり、また、主人公が警察官であるため、攻めより受け身の殺陣がメインであった。セットが狭いため、出演者がけがをしないように、殺陣師の高瀬将敏は気を使った。殺陣以外にも、ドラマの中で古武道の大会が登場したこともある。
放送当時は、明治風のウエストを絞った四つボタンの背広やマントが流行っており、京介を演じる緒形拳や、勝之助を演じる郷鍈治の服装は、そのまま外に出て行っても、違和感がなかったのではないかと言われている。また、明治維新にふさわしく、証拠品の中に、香水をしみこませたハンカチなども登場する。
元々は京介とお金が結ばれるはずだったが、急遽予定が変わって、お金は幼馴染と結婚することになり、脚本の書き換えが行われた。

## サブタイトル
| 放送回 | 放送日         | サブタイトル     |
| ------ | -------------- | ---------------- |
| 第1回  | 1968年 11月1日 | 張り込み         |
| 第2回  | 11月8日        | 吾妻橋車夫通り   |
| 第3回  | 11月15日       | 二つの酉囃子     |
| 第4回  | 11月22日       | ガス燈わらべ唄   |
| 第5回  | 11月29日       | 伝法院屯所       |
| 第6回  | 12月6日        | ざんぎり一刀流   |
| 第7回  | 12月13日       | 旗本くずれ       |
| 第8回  | 12月20日       | 西洋柱ごよみ     |
| 第9回  | 12月27日       | 改暦師走の雪     |
| 第10回 | 1969年 1月10日 | 六連発無情       |
| 第11回 | 1月17日        | 東京闇飛脚       |
| 第12回 | 1月24日        | 錦絵太政官紙幣   |
| 第13回 | 1月31日        | 明治の兄弟       |
| 第14回 | 2月7日         | 屯所裏袋小路     |
| 第15回 | 2月14日        | 浅草流人控       |
| 第16回 | 2月21日        | 人形市探索往来   |
| 第17回 | 2月28日        | 明治人別帳異聞   |
| 第18回 | 3月7日         | 残侠采女塚       |
| 第19回 | 3月14日        | 西洋早付木       |
| 第20回 | 3月21日        | 洋式外科女書生   |
| 第21回 | 3月28日        | 文明座敷鉄砲     |
| 第22回 | 4月4日         | 山谷堀非情       |
| 第23回 | 4月11日        | 白狐花ぐもり     |
| 第24回 | 4月18日        | 卯月兎寺始末     |
| 第25回 | 4月25日        | 義賊天誅連       |
| 第26回 | 5月2日         | 奥山新聞茶屋     |
| 第27回 | 5月9日         | 怪盗弗厘破り     |
| 第28回 | 5月16日        | 三社祭り浅草絵図 |
| 第29回 | 5月30日        | 遠めがね五重塔   |
| 第30回 | 6月6日         | 子の刻九点鐘     |
| 第31回 | 6月13日        | 三味線猟奇談     |
| 第32回 | 6月20日        | 市ヶ谷牢屋敷     |
| 第33回 | 6月27日        | 浅草人別しのび歌 |
| 第34回 | 7月4日         | 浅草恋女房       |
| 第35回 | 7月11日        | 小塚忍び屋敷     |
| 第36回 | 7月18日        | 駒形仁兵衛店     |
| 第37回 | 7月25日        | 浅草溜精霊控     |
| 第38回 | 8月1日         | 油照り、洋弓無頼 |
| 第39回 | 8月8日         | 大川端花火山屋   |
| 第40回 | 8月15日        | 霊送り隅田川     |
| 第41回 | 8月22日        | 東京娘道成寺     |
| 第42回 | 9月5日         | 処暑、御一新考   |
| 第43回 | 9月12日        | 今は昔・官員節   |
| 第44回 | 9月19日        | 持乳山丑三ツ刻   |
| 第45回 | 9月26日        | 筒井師、浅草兄妹 |
| 第46回 | 10月3日        | 雷門乗合馬車     |
| 第47回 | 10月10日       | 秋風浅草歌       |

## 関連画像

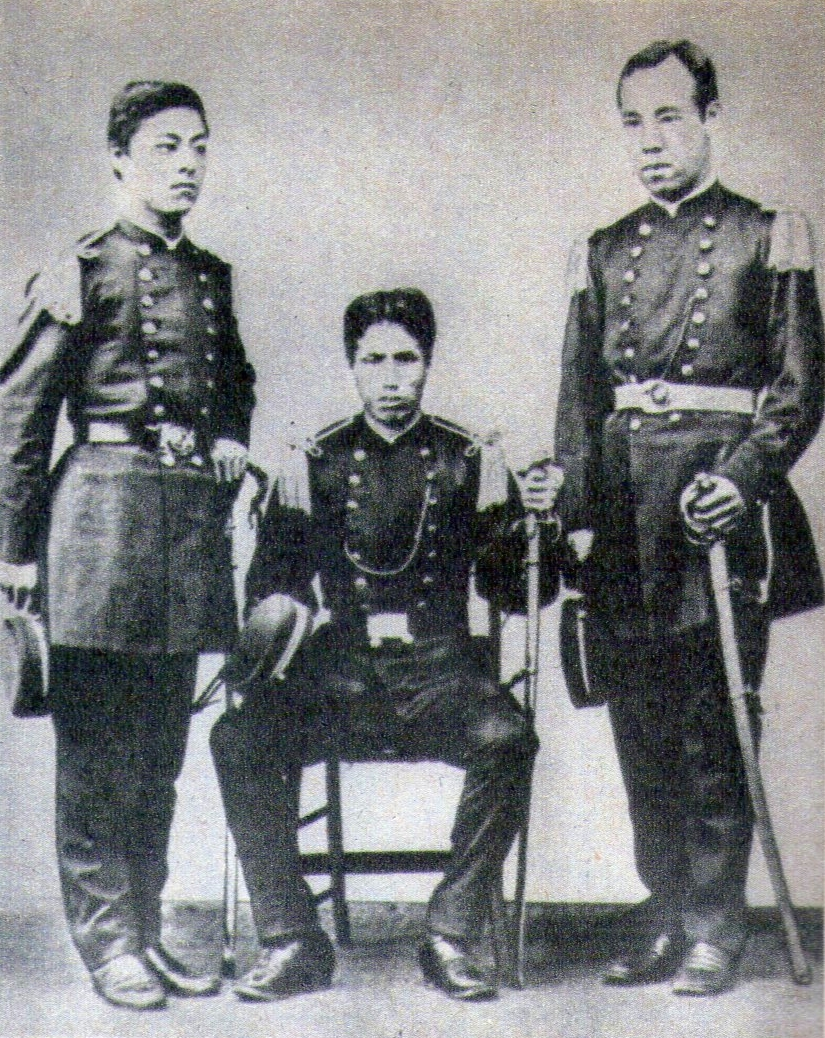
1875年（明治8年）ごろの、制服を着た日本の警官
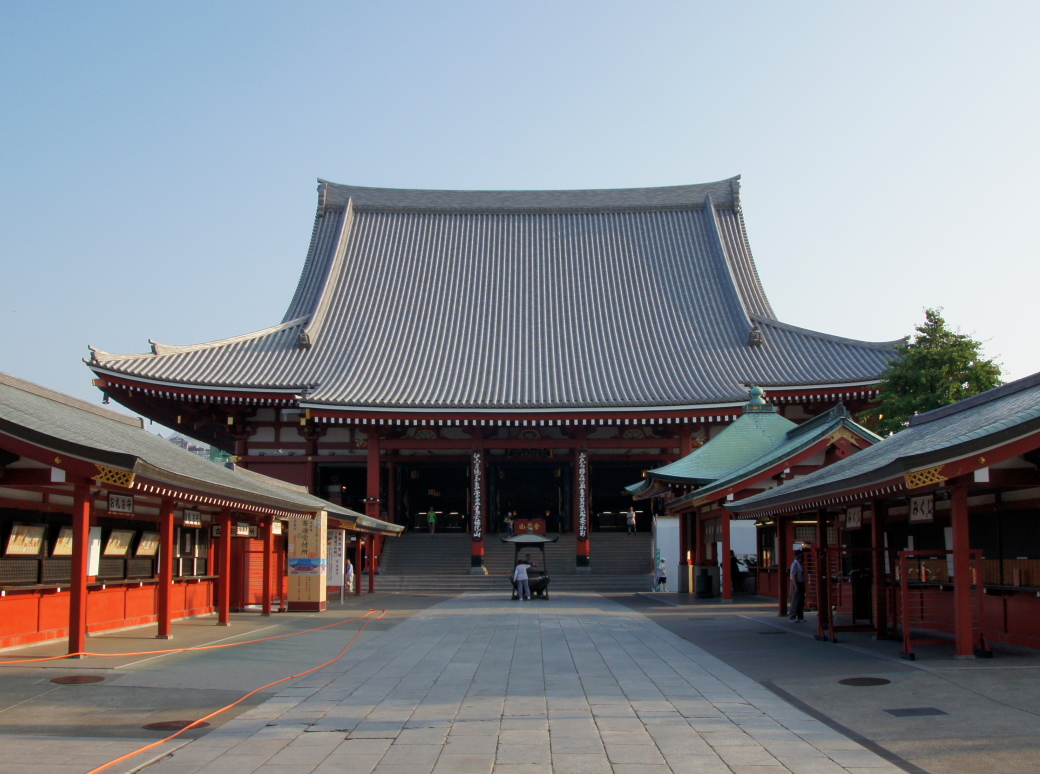
浅草寺本堂
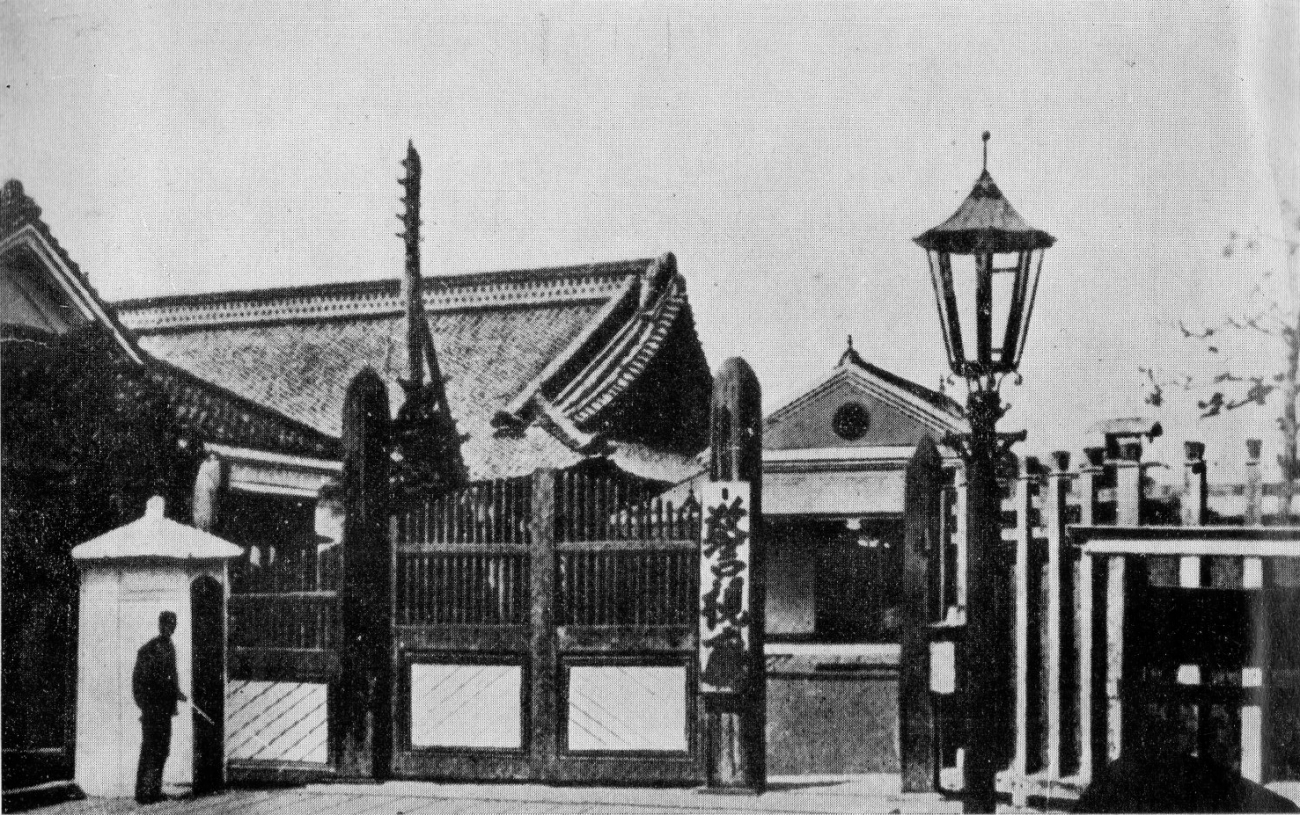
東京警視庁鍛冶橋第一庁舎（旧津山藩邸）
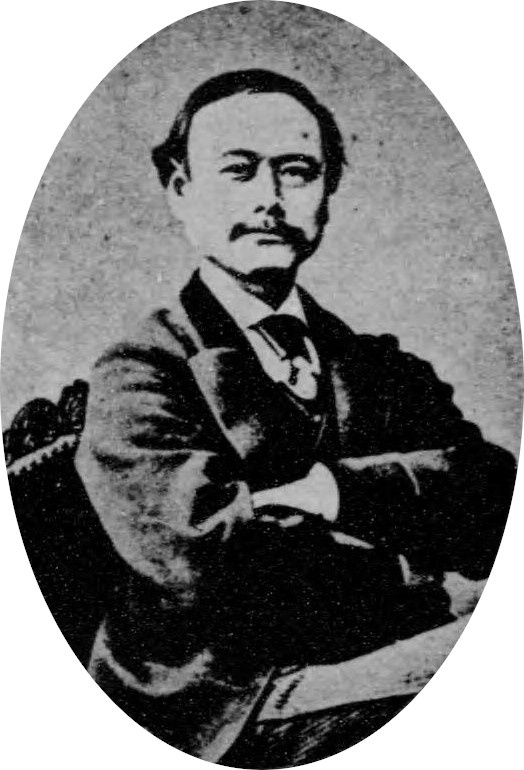
日本警察の父、川路利良（大警視）
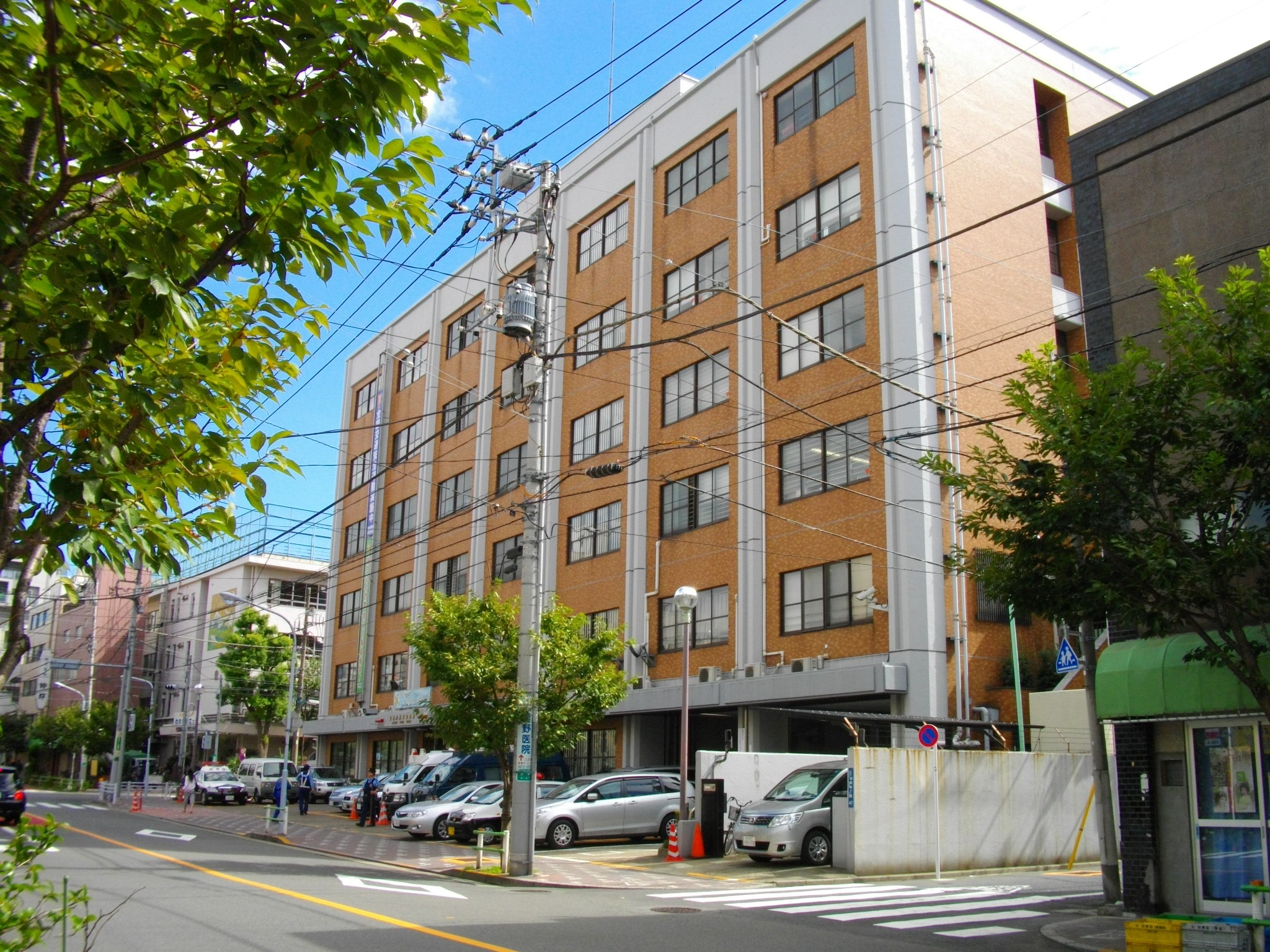
現在の浅草警察署（2010年撮影）